# Manuel Schönhuber
Manuel Schönhuber (* 25. Oktober 1991 in Traunstein) ist ein deutscher Fußballtorhüter.

## Karriere
Manuel Schönhuber spielte bis zur C-Jugend für seinen Heimatverein TuS Traunreut und wechselte dann in die Jugend von Wacker Burghausen. Bereits mit 16 Jahren hatte er dort seine ersten Einsätze in der U-19-Mannschaft, die in der A-Jugend-Bundesliga spielte. Seit der Saison 2009/10 gehört er zum Kader der zweiten Mannschaft, die in der Landesliga Süd spielt.
Im Jahr darauf wurde er nicht nur zur Nummer eins der Reserve, sondern rückte nach dem Weggang von Andreas Michl zur Winterpause auch zum Ersatz von René Vollath in der Profimannschaft auf. Als dieser nach seiner fünften gelben Karte ein Spiel pausieren musste, kam Schönhuber am 22. Spieltag mit 19 Jahren zu seinem ersten Einsatz in der 3. Liga. Bei der 0:3-Niederlage gegen den SV Wehen Wiesbaden konnte er sich zwar nicht auszeichnen, er blieb aber auch in der folgenden Saison die Nummer zwei, ein weiterer Torhüter wurde nicht verpflichtet. Im Sommer 2012 wechselte Schönhuber in die USA zu University of Tampa Athletics.